# Березівка (Гребінківська міська громада)
Бере́зівка — село в Україні, у Лубенському районі Полтавської області. Населення становить 361 осіб. Входить до складу Гребінківської міської громади.

## Географія
Село Березівка розташоване на лівому березі річки Гнила Оржиця, вище за течією на відстані 1 км розташоване село Корніївка, нижче за течією — село Горби, на протилежному березі — село Покровщина. Вздовж русла річки проведено кілька іригаційних каналів.

## Історія

«Радянським воїнам та воїнам-односельчанам»

Хутір Іванівський був заснований 29 листопада 1806 року. Належав до Городищенської волості Пирятинського повіту Полтавської губернії. Викупивши маєток Іванова, новий власник Катеринич обсадив хутір березами, після чого він почав називатися Березівкою.
У січні 1918 року розпочалась радянська окупація. У березні село звільнили австро-німецькі війська, у листопаді того ж року — війська Директорії. Наприкінці червня 1919 року в село вступили денікінці, у грудні радянська окупація відновилась.
З 1925 року до січня 1987 року в селі Березівці в поміщицькій садибі пана Заболоцького розміщалась початкова, а потім — неповно-середня школа. 1928 року створено артіль «Нове життя». Існував колгосп «ім. Калініна», який мав 2 645 га землі. Спеціалізувався кооператив на вирощуванні зернових й технічних культур, виробництві м'ясо-молочної продукції.
Село у часи німецько-радянської війни було окуповане нацистськими військами з 24 вересня 1941 до 24 вересня 1943 року. До Німеччини на примусові роботи вивезено 28 осіб, розстріляно 4 мирних жителі села, серед яких відомі Олексій Задорожний, Єгор Карпенко, В. Христенко, загинуло на фронтах 125 односельців.
У січні 1987 року було здано в експлуатацію нове приміщення для неповної середньої школи.

## Населення
1859 року на хуторі налічувався 51 двір, мешкало 332 особи (148 чоловічої статі та 184 — жіночої). 1900 року — 100 господарств, 612 мешканців, існувала школа грамоти для дорослих.
За переписом населення 1910 року в хуторі Іванівському (Березівці) було 136 господарств, 868 чол. мешканців. На хуторі налічувалось 18 вітряків, одна кузня, одна кінна просорушка. У матеріалах перепису є і хутір Микитенка (згодом його було приєднано до Березівки), у якому було одно козацьке господарство, мешканців — 15 осіб, всього придатної землі — 471 десятина.
1926 року — 625 господарств, 3028 жителів.
| 1859 | 1900 | 1910 | 1990 | 2001 |
| ---- | ---- | ---- | ---- | ---- |
| 332  | 612  | 868  | 380  | 361  |
|      | ▲    | ▲    | ▼    | ▼    |

## Економіка
У Березівці розташовані:
- мале підприємство по виробництву пластмас;
- товариство з обмеженою відповідальністю по виробництву будівельної цегли і керамічної черепиці;
- фермерське господарство по вирощуванню зернової продукції.

## Інфраструктура
У селі є ЗОШ І-ІІ ступенів, фельдшерсько-акушерський пункт, дитсадок на 90 місць, Будинок культури (на 200 місць), бібліотека (9194 одиниць збірників).

## Політика
У селі зареєстровано:
- районна організація Політичної Партії «Всеукраїнський патріотичний союз» в Полтавській області (з 2009);
- первинна партійна організація Аграрної партії України (з 2009);
- первинний осередок ВПО «Жінки за майбутнє» (з 2005);
- первинний осередок Української народної партії (з 2005);
- первинний осередок Української соціал-демократичної партії (з 2005);
- первинний осередок Республіканської партії України (з 2005);
- районник осередок партії «Нова демократія» (з 2005);
- первинний осередок Селянської партії України (з 2005);
- первинний осередок Соціалістичної партії України (з 2003);
- первинний осередок Партії регіонів (з 2002);
- сільська організації партії Демократичний Союз (3 2001);

## Пам'ятки
У Березівці збудовані такі пам'ятники:
- надгробки на братських могилах воїнів-односельчан та радянських воїнів, загиблих 1943 року при визволенні села (споруджені 1958 року);
- на могилі невідомого радянського солдата.

Споруджений 1967 року (і реконструйований 1983 року) пам'ятник М. І. Калініну, що стояв перед будівлею сільради, був повалений у ході декомунізаційних заходів 2-ї пол. 2000-х років.
Між Березівкою та сусіднім селом Горби розташована пам'ятка природи ландшафтний заказник Лізина гора.

## Відомі люди
- Коляда Микола Терентійович — український композитор.